# Porlieria chilensis
Porlieria chilensis es el nombre científico de un árbol de la familia Zygophyllaceae, endémico de la Zona Central de Chile, donde se le denomina de diversas maneras: guayacán, huayacán, palo santo.

## Distribución
Se desarrolla en forma natural entre Limarí (Región de Coquimbo) y Colchagua (R. del Libertador B. O´Higgins), en la Cuesta Corcolén cerca de San Vicente de Tagua Tagua Registros reciente dan cuenta de la especie en la Región del Maule, al norte de la localidad de Rauco, ampliando el rango latitudinal  Altitudinalmente hasta los 1300 m s. n. m., frecuentemente en laderas soleadas y lugares rocosos. Es un componente común en el bosque esclerófilo ("de hojas duras"), del que forma parte.

## Descripción
Es un árbol siempreverde, de corteza de color gris cenicienta con fisuras longitudinales profundas. Posee hojas opuestas, compuestas, paripinnadas, casi sésiles, de 1,5 a 3,5 cm de largo, compuestas por 6 a 10 foliolos linear-oblongos de borde entero y ápice mucronado u obtuso. Flores solitarias, axilares, de 5 a 8 mm de longitud, de color morado oscuro. Cáliz de 5 sépalos; corola de 4 pétalos, 8 estambres y estigma simple.Tiene estípulas espinosas.  

## Usos
Su madera es muy dura y de hermosa veta (negro y amarillo) por lo que se le utiliza para tallar instrumentos decorativos. Antiguamente se la utilizaba incluso para hacer piezas de máquinas, dada su extrema resistencia. 
La sobreexplotación y destrucción del bosque esclerófilo, ha reducido fuertemente las existencias de la especie. Actualmente es difícil encontrar árboles bien desarrollados, aunque sigue siendo localmente frecuente como rebrote de tocón, con aspecto arbustivo.

## Taxonomía
Porlieria chilensis fue descrita por Ivan Murray Johnston y publicado en Journal of the Arnold Arboretum 19: 253. 1938.